# 'Aql
'Aql (arabiska: عقل), "intellekt" på arabiska, är en arabisk term som används i islamisk filosofi eller teologi för intellektet eller själens och sinnets rationella förmåga. Det är den normala översättningen av det grekiska uttrycket nous. I islamisk rättsvetenskap (fiqh) är det förknippat med att använda förnuftet som en källa för sharia "religiös lag" och har översatts som "dialektiskt resonemang".